# Mirabile illud
Mirabile illud ist der Titel einer Enzyklika, die am 6. Dezember 1950 von Papst Pius XII. veröffentlicht wurde und zu „öffentlichen Gebeten für den Weltfrieden“ ermuntern soll. Diesen Aufruf bezeichnet er als Kreuzzug des Gebetes für den Frieden.
Rückblickend auf das abgelaufene Heilige Jahr (1950) bezeichnet Pius XII. die Pilgerscharen, die in Eintracht nach Rom und in den Petersdom geströmt seien, als ein deutliches Zeugnis für den Willen nach Frieden. Die Entwicklungen neuer Kriegsausrüstungen, die schrecklicher und verheerender als je zuvor seien, wären in der Lage, nicht nur Armeen zu vernichten, sondern sie hätten auch die Kraft, Zivilisten und besonders unschuldige Menschen und Kulturgüter zu zerstören.
Der Papst wirft in dieser Enzyklika die Frage auf, wer auf dieser Welt diesem Horror ein Ende setzen könne und wer beauftragt sei, die kriegerischen Mächte mit wirtschaftlichen und finanziellen Strafen zu belegen. Indirekt ruft er nach einer weltlichen Instanz auf, die sich für Frieden und Gerechtigkeit in der Welt einsetzen solle und die von den Völkern autorisiert sei. Würden deren Gebote wirklich und ordnungsgemäß wirken, gäbe es keinen Zweifel, dass Kriege, Aufruhr, Streit und Unterdrückung zurückgedrängt werden könnten. Er sieht für diese weltliche und religiöse Institution eine schwierige, aber notwendige Aufgabe.
Er ruft zu einem gemeinsamen mitternächtlichen Gebet auf und äußert den Wunsch, dass diese Gebete mittels Radio in alle Teile der Welt gesendet werden mögen. Dieses Gebet solle den Wunsch nach Frieden zum Ausdruck bringen, denn  „Ehre ist Gott in den Höhen und auf Erden Friede unter den Menschen seiner Huld“ (Luk. 2,14).